# اچ‌ام‌اس اپرویر (۱۷۹۷)
اچ‌ام‌اس اپرویر (۱۷۹۷) (به انگلیسی: HMS Epervier (1797)) یک کشتی است. این کشتی در سال ۱۷۸۸ ساخته شد.
این کشتی جنگی در حال حمل کپی نامه‌ی معاهده‌ و چند پرچم غنیمتی از ارتش آمریکا از تنگه جبل‌الطارق عبور کرد و پس از آن هیچ جا دیده نشد و به عبارتی ناپدید گردید؛ احتمال می‌رود طوفانی آنرا به قعر دریا فرستاده باشد.